# Бикмор, Алберт Смит
А́лберт Смит Би́кмор (англ. Albert Smith Bickmore; 1 марта 1839, Сент-Джордж — 12 августа 1914, Дартмут) — американский натуралист, путешественник, преподаватель. Пожизненный член британского Королевского географического общества. Член-основатель Геологического общества Америки. Член Нью-Йоркской академии наук и Американской ассоциации содействия развитию науки. Известен прежде всего как основатель Американского музея естественной истории.

## Ранние годы
Альберт родился в 1839 году в небольшом городке Сент-Джордж на восточном побережье США в штате Мэн, в семье Джона и Джейн (Сиви) Бикмор. Его отец был капитаном дальнего плавания, среди прочего занимавшийся доставкой кукурузы в Ирландию в годы картофельного голода.
Мальчика описывали как «очень странного ребёнка, всегда интересовавшегося червями, бабочками, ракушками и птицами». Как признался сам Бикмор в неопубликованной автобиографии, он с детства старался запоминать названия растений и животных, собирал моллюсков, морских ежей, лобстеров, шишки и другие предметы, которые находил на пляже и в лесу недалеко от своего дома.
По воспоминаниям Бикмора, общественная жизнь общины ограничивалась церковью и школой. Книг было мало, и в раннем детстве Альберту разрешили полистать «Естественную историю Голдсмита» (Goldsmith’s Natural History, Abridged, 1853), которую он лелеял как священную реликвию. В книге он с интересом рассматривал и запоминал иллюстрации животных. Когда Альберту исполнилось 8 лет, отец взял его с собой в плавание во французский Бордо, после которого у ребёнка появилась страсть к заморским путешествиям.

## Образование
Альберт начал учиться в колледже в Томастоне (штат Мэн), затем закончил подготовительный курс в Нью-Лондоне (штат Нью-Гэмпшир) под руководством доктора Г. У. Гарднера. После окончания школы Бикмор поступил Дартмутский колледж, где изучал химию, геологию и минералогию, вступил в студенческое братство Phi Beta Kappa. Во время студенческих каникул Альберт исследовал окрестности Хановера, изучая их геологическое строение, собирал образцы пород, растений и животных. Получив диплом о высшем образовании в 1860 году, он убедил одного из профессоров колледжа дать ему рекомендательное письмо для дальнейшего обучения в Научной школе Лоуренса у выдающегося швейцарского зоолога Луи Агассиса в Кембридже.
Агассис незадолго до описываемых событий основал Музей сравнительной зоологии при Гарвардском университете. Принимая абитуриентов, зоолог устраивал им своеобразный вступительный экзамен, который называл «испытанием рыбой» (англ. trials by fish): человека на несколько дней запирали в комнате с мёртвым организмом, требуя от него постигать тайны разложения путём пристального наблюдения. В случае Бикмора таким организмом оказался морской ёж. «Через шесть недель, — сказал Агассис Бикмору, — вы либо совершенно устанете от этой задачи, либо будете настолько ею очарованы, что захотите посвятить всю свою жизнь занятиям нашей наукой». Альберт выдержал это испытание и был не только принят в класс обучения, но и стал одним из помощников учёного, получив задание заботиться о лучистых животных и моллюсках в коллекции музея.
Интересы Бикмора выходили за рамки изучения беспозвоночных. Работая вместе с Агассисом, он обратил внимание, как тот уговаривал бостонских бизнесменов и законодательное собрание Массачусетса пожертвовать музею 250 тыс. долларов. В 1861 году Гарвард посетил принц Уэльский Альберт Эдуард в сопровождении профессора, основателя Музея естественной истории в Оксфорде Генри Окланда. Оказавшись наедине с Окландом, Альберт спросил его, не кажется ли тому странным, что Агассис разместил музей естественной истории здесь, в Кембридже, в то время как в Европе учреждения такого рода открываются в крупных политических и финансовых центрах? Получив утвердительный ответ, Бикмор задумался, почему бы не открыть такой музей в Нью-Йорке? На вопрос, что Окланд думает об этой идее, он услышал решивший его судьбу ответ профессора: «Мой юный друг, это великолепная мысль!».
Летом 1862 года Бикмор совершил поездку на Бермуды, чтобы пополнить коллекцию морских организмов для Американского музей Барнума. Узнав о том, что его ученик ищет работу в другом месте, Агассис пришёл в ярость. Когда же профессор выяснил, что Альберт тайно копит деньги на поездку на Дальний Восток, он отказался рекомендовать его на постоянную должность своего помощника, что было равносильно увольнению. В 1863 году Бикмор расстался с Музеем сравнительной зоологии и профессором Агасси, чтобы посвятить свою жизнь созданию аналогичного музея в Нью-Йорке.

## Участие в Гражданской войне
Ещё до своего увольнения Бикмор успел принять участие в Гражданской войне на стороне Армии Союза. Осенью 1862 года он вступил на службу в 44-й массачусетский полк ополчения под командованием полковника Фрэнсиса Л. Ли. В октябре 1862 года подразделение было отправлено в Нью-Берн, Северную Каролину под командование генерал-майора Джона Г. Фостера. В декабре того же года полк принял участие в Битве при Уайт-Холле и понёс тяжёлые потери, при этом Бикмор избежал каких-либо повреждений. После этого сражения Альберт какое-то время вёл метеорологические наблюдения в госпитале возле мыса Лукаут, прежде чем отправиться домой, чтобы возобновить учёбу в Гарварде.

## Экспедиция на Дальний Восток и в Россию
В январе 1865 года Бикмор наконец отправился в долгожданную экспедицию на Дальний Восток и в Россию, чтобы раздобыть материал для нового музея естествознания. Он отплыл из Бостона и через мыс Доброй Надежды достиг Явы. В течение года он путешествовал по Островам пряностей, Целебесу и Суматре, затем Сингапуру, Сайгону в Кохинхине, Китаю и Гонконгу. Ещё один год был проведён в поездках по внутренним районам Китая: от Кантона до Юндинхэ, вниз по течению реки Янцзы до Шанхая, оттуда на север в Пекин и Корею. В течение третьего года Бикмор посетил порты Китая и Японии и, достигнув устья реки Амур, через Сибирь проехал до Москвы. Посетив также Санкт-Петербург, по пути домой путешественник заехал в Берлин и Лондон.
«Когда я три года путешествовал по Восточной Азии и Сибири, — вспоминал он позже, — я везде носил с собой две вещи: Библию и эскизный план музея в Нью-Йорке». За время поездки он пережил несколько землетрясений, падение в кратер вулкана, оползень и шок от того, что часть его редкой коллекции птиц появилась на его обеденной тарелке. По его словам, процесс обмена с жителями Юго-Восточной Азии выглядел следующим образом:

Мой способ торговли с этими людьми был чрезвычайно прост и избегал любых неприятных обсуждений. На веранде вдоль фасада дома раджи ставился маленький стол, и я садился за него. Затем туземцы подходили по очереди и клали свои ракушки или множество ракушек в ряд на столе, а я клал напротив каждого из них ту цену, которую был готов заплатить. После этого указывал сначала на деньги, затем на ракушки, просто спрашивал: «ини атау иту?», «это или то?», предоставляя им сделать свой выбор.
Оригинальный текст (англ.)
My mode of trading with these people was extremely simple and avoided any unpleasant discussion. A small table was placed on the verandah along the front of the raja’s house and I took a seat behind it. The natives then came up separately and placed their shells or lot of shells in a row on the table, and I placed opposite each of them whatever price I was willing to pay and then, pointing first to the money and then to the shells simple said, «Ini atau itu», «This or that», leaving them to make their choice.
— Из книги «Travels in the East Indian Archipelago» (1868)
Бикмор вернулся на Родину в 1867 году, и уже в следующем, в 1868 году, опубликовал написанную им книгу «Travels in the East Indian Archipelago» с подробным описанием путешествия по островам. Благодаря своему произведению Альберт был избран пожизненным членом британского Королевского географического общества, а также получил должность профессора естественной истории в Университете Мэдисон.

## Создание музея естественной истории
Ещё на пути домой в Лондоне Бикмор встретился с сотрудником Британского музея, известным зоологом Ричардом Оуэном, от которого узнал о его планах создания местного музея естествознания. Оба учёных обменялись схемами помещений своих музеев и в дальнейшем заимствовали их в своих проектах. В Нью-Йорке, где натуралист поселился после поездки, он, вооружившись рекомендательным письмом Оуэна, занялся поиском состоятельных граждан — тех, кто бы мог помочь в реализации его планов создания аналогичного музея в Нью-Йорке.
Одним из первых спонсоров будущего учреждения стал бизнесмен и филантроп Уильям Додж. Додж свёл Бикмора с Теодором Рузвельтом, крупным предпринимателем и отцом будущего президента США, а тот, в свою очередь, порекомендовал пригласить молодого адвоката Джозефа Чоута, способного оформить правовую документацию. Среди спонсоров оказались такие крупные фигуры, как финансисты Джон Морган и Моррис Джесуп, а также известный журналист Чарльз Дана. Организационную поддержку проекту оказал будущий губернатор Нью-Йорка и участник президентских выборов Сэмюэл Тилден. Как пишет автор книги об истории музея Дуглас Престон, Бикмор добился успеха во многом благодаря своей неисчерпаемой силе убеждения. Промышленники, с которыми встречался небогатый натуралист из Мэна — люди, обычно избегавшие торговцев и попрашаек, просто не могли избежать его настойчивости.
Группа организаторов, состоящая из семнадцати человек во главе с Бикмором, отправила ходатайство попечителям Центрального парка с просьбой о создании на его территории музея естествознания, и получила положительный отзыв от его финансового управляющего Эндрю Грина. После одобрения требовалось провести устав музея через законодательный орган штата, и ради этого Бикмор встретился с лидером организации демократической партии штата Нью-Йорк (Таммани-холла) Уильямом Твидом — политиком, получившим скандальную известность коррупционера, не заключавшего сделок без своего личного интереса. Осталось неизвестным, что повлияло на решение «босса Твида» на тот раз (возможно, принесённое Бикмором рекомендательное письмо Сэмюэля Тилдена), но устав музея был одобрен сенатом без изменений. 27 апреля 1871 года Американский музей естественной истории открыл свои двери для посетителей в здании бывшего Арсенала на восточной окраине Центрального парка.

## На посту смотрителя музея
С 1869 по 1884 год Бикмор занимал должность суперинтенданта, или смотрителя только что основанного им учреждения. В этот период музей приобретал различные исследовательские коллекции, часть из которых (как, например, собрание ископаемых беспозвоночных профессора Джеймса Холла) хотя и имела огромное научное значение, но мало привлекала обывателей. Бикмор в этот период времени в основном занимался распаковкой посылок, сортировкой их содержимого по отделам, установкой экспонатов и наклеиванием пояснительных табличек. В экспозиции музея появились такие разнообразные экспонаты, как изумруды, пауки, кораллы, чучело длинноносой обезьяны с острова Борнео, туши домашних животных и другие редкие предметы природного происхождения. Чрезмерные траты при слабом интересе широкой публики, а также удалённость от центра, поставили учреждение на грань закрытия. В результате Бикмор переключился на преподавательскую деятельность, в то время как музей скорректировал свою концепцию, сместив акцент на зрелищность в ущерб научному коллекционированию.

## Преподавательская деятельность
Столкнувшись с падением общественного интереса и опасаясь, что музей обречён стать «чучелом цирка, главная задача кураторов которого — поддерживать его в чистоте», Бикмор в 1880 году предложил попечителям учреждения давать бесплатные лекции городским школьным учителям. Если в этом году послушать речи профессора собралось 30 человек, то в следующем его аудитория удвоилась, а к 1894 году достигла 18 тыс. человек. Помимо музея, Бикмор стал читать лекции в педагогических колледжах по всему штату. Обширный лекционный зал, открытый в музее в 1900 году и рассчитанный на 1350 мест, не вмещал всех желающих — слушатели сидели на полу, чтобы послушать учёного. Бикмор не только активно жестикулировал, но и использовал наглядные пособия, такие как слайды диапроектора, приглашал слушателей к обсуждению и убеждал их взять своих подопечных на экскурсию в музей. Этот новаторский метод стал широко известен как «визуальное обучение» (англ. visual instruction).
Для Нью-Йорка сотрудничество с Бикмором подтолкнуло к созданию в 1884 году городского Департамента народного образования (англ. Department of Public Instruction, позднее англ. Department of Public Education). В конечном итоге, профессор оставил должность директора музея и перешёл работать в новое ведомство на должность его куратора, при этом не обрывая связи со своим детищем. Темы его лекций по-прежнему представляли научные дисциплины музея. Например, в отчёте за 1897 год представлены лекции по этнографии («Через сердце Азии», «Япония и японцы», «Картины из жизни индусов»), истории («Константинополь»), географии («Нюрнберг», «Горы Катскилл и Адирондак»), а также более приземлённые («Дом, в котором мы живем», «Простуда: профилактика и лечение»). Бикмор продолжал расширять образовательную работу музея, предлагая лекции, рассчитанные не только на учителей, но на широкую общественность. В сотрудничестве с Колумбийским университетом он разработал курсы по лесоводству, астрономии, минералогии и химии.
Руководители музеев в других крупных городах США, работники библиотек и общеобразовательных школ стали копировать методы Бикмора. Были разработаны учебные программы по естественным наукам и географии с использованием его наглядных пособий. К 1910 году лекции профессора стали самым влиятельным источником научно-популярного образования в США.
Бикмор проработал в Департаменте образования вплоть до своего выхода на пенсию в январе 1905 года.

## Последние годы жизни
Последние десять лет своей жизни Альберт Бикмор страдал от хронического ревматизма (поражения суставов), что приковало его к инвалидному креслу. Скончался от пневмонии, находясь в своём загородном доме в Неквитте (Nonquitt, ныне район Дартмута в Массачусетсе) 12 августа 1914 года, в возрасте 75 лет.

## Личная жизнь
16 декабря 1873 года Альберт Бикмор женился на Шарлотте Брюс, дочери Джона Брюса из Нью-Йорка. Их единственный сын умер в возрасте шести лет. Он с детства считал себя баптистом, служил дьяконом в Центральной пресвитерианской церкви Нью-Йорка, преподавал Библию.